# Sigma Xi
Sigma Xi, (ΣΞ), sociedad de investigación científica, es una asociación estadounidense sin ánimos de lucro, perteneciente al grupo de las sociedades de honor, simbolizadas habitualmente por letras del alfabeto griego, y cuyos miembros son destacados investigadores científicos. 
Fue fundada en 1886 en la Universidad de Cornell por un profesor junior y algunos estudiantes de posgrado. No se accede por solicitud sino que sus miembros eligen a otros nuevos, sobre la base de sus logros o a su potencial futuro de investigación.  A pesar del nombre, Sigma Xi no es ni una fraternidad masculina ni femenina, y hoy está abierta a todos los individuos cualificados que estén interesados en la ciencia y la ingeniería.

## Organización y miembros
Actualmente, la sociedad cuenta con cerca de 60.000 científicos e ingenieros pertenecientes a más de 500 capítulos Sigma Xi en universidades y colegios, laboratorios gubernamentales y centros de investigación de la industria. Casi todos se encuentran en Estados Unidos, aunque hay cerca de 20 capítulos en Canadá y algunos capítulos individuales en otros 20 países. Además de publicar la premiada revista American Scientist, Sigma Xi concede subvenciones anuales a prometedores jóvenes investigadores y patrocina diversos programas de apoyo a la ética en la investigación, educación para la ciencia y la ingeniería, la comprensión pública de la ciencia, la cooperación para la investigación internacional y la salud general de la actividad investigadora.
Las letras griegas Σ ("sigma") y Ξ ("xi") forman el acrónimo del lema de la Sociedad, "Spoudon Xynones", que se traduce como "Compañeros en el celo por la Investigación".
Más de 200 ganadores del Premio Nobel han sido miembros de Sigma Xi, incluidos Albert Einstein, Enrico Fermi, Linus Pauling, Francis Crick y James Watson.

## Misión
Cultura: La sociedad es una organización organizada en diversos capítulos, que se dedica al avance de la ciencia y la ingeniería a través de excelentes programas y servicios ofrecidos en un entorno universitario y de apoyo.
Misión: Mejorar la salud de la actividad investigadora, promover la integridad en la ciencia y la ingeniería, y promover la comprensión pública de la ciencia con el fin de mejorar la condición humana.
Visión: Ser la sociedad de honor global de la ciencia y la ingeniería.